# 北京音乐厅
39°54′22″N 116°22′57″E / 39.9060493°N 116.382593°E

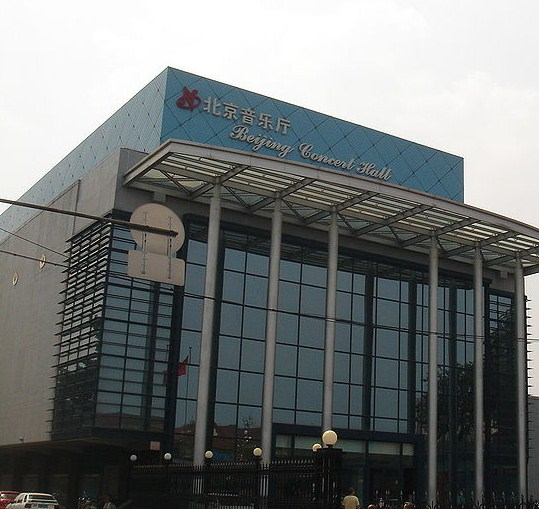
北京音乐厅

北京音乐厅位于北京西长安街六部口西南，北与中南海斜对。其前身为始建于1927年的中央电影院，在1960年经改建作为音乐厅并正式启用。1983年重建，2003年重修。
北京音乐厅作为北京国际专业音乐厅之一，曾有小泽征尔、梅纽因、斯科达、马友友、多明戈等多位音乐大师在此展现才华。
音乐厅为中国国家交响乐团驻地。

## 历史

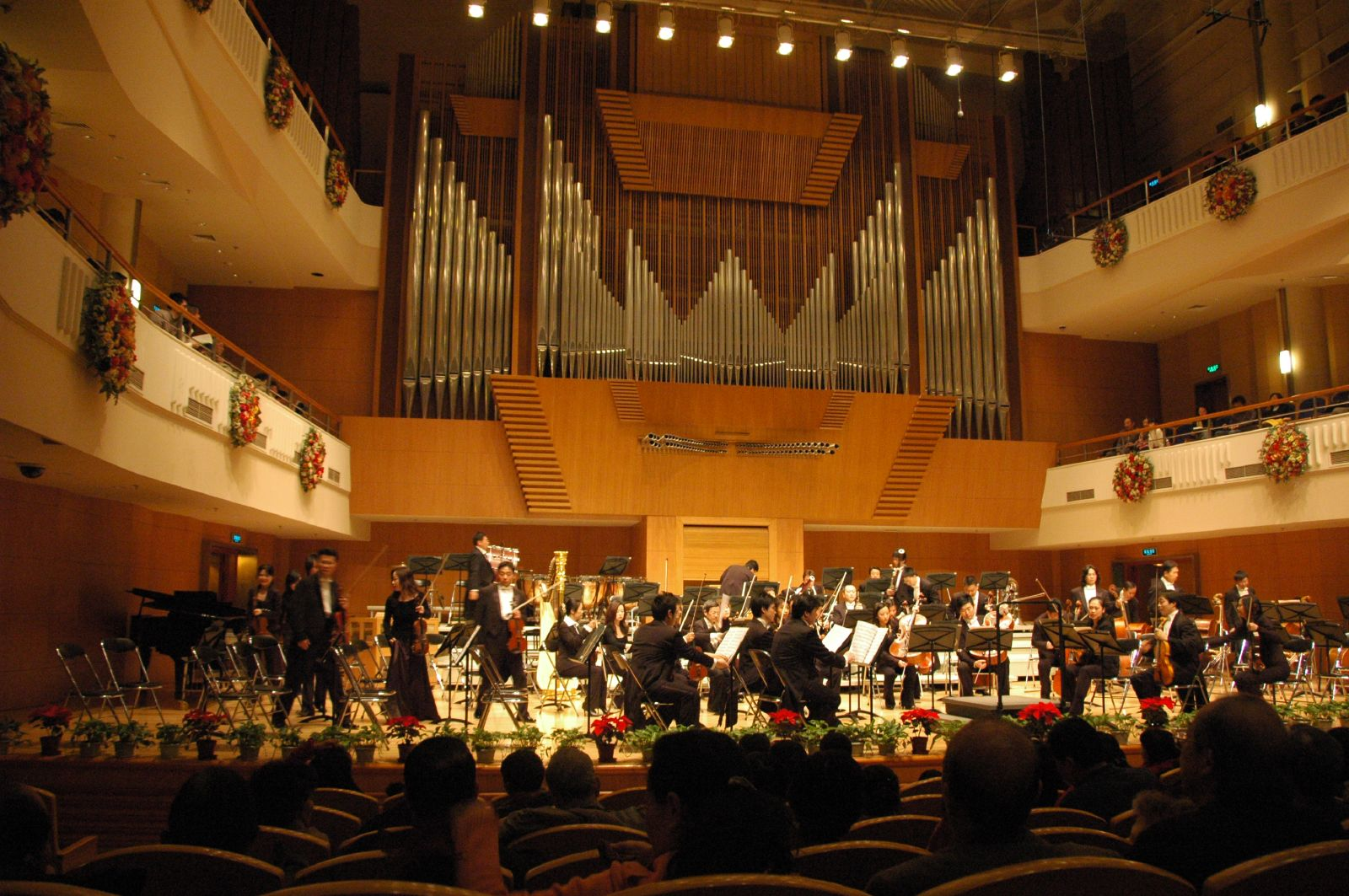
中国爱乐乐团演出

北京音乐厅是中国第一座现代模式的、专为演奏音乐而设计建造的演出场所，曾一度享有“中国的音乐圣殿”之称。北京音乐厅前身为中央电影院，后划归原中央乐团，其后重新更名为北京音乐厅。“文革”结束后，经乐团老一辈领导和艺术家的多方呼吁，1978年由政府拨款重建，1986年竣工，并一度成为北京音响效果最好的专业音乐厅。但随着流行音乐对古典音乐的冲击，音乐厅经营逐渐萧条。为扭转这一局面，1993年4月，北京音乐厅由私人公司承包，使北京音乐厅成为中国第一个有演出合同的剧场。2003年11月，音乐厅开始全面装修改造。